# Macowaniella myrsinicola
Macowaniella myrsinicola är en svampart som beskrevs av Doidge 1924. Macowaniella myrsinicola ingår i släktet Macowaniella och familjen Asterinaceae.   Inga underarter finns listade i Catalogue of Life.